# Летние Олимпийские игры 2032
Летние Олимпийские игры 2032 (англ. 2032 Summer Olympics, фр. Jeux olympiques d'été de 2032, официальное название XXXV летние Олимпийские игры) — 35-е по счёту летние Олимпийские игры, которые планируется провести летом с 23 июля по 8 августа 2032 года в Брисбене и окружающем его регионе Юго-Восточный Квинсленд, Австралия.
О решении провести Игры в Брисбене было сообщено 21 июля 2021 года после 138-й сессии МОК, состоявшейся перед началом XXXII летних Олимпийских игр в Токио.

## Принятие решения
В 2021 году столицу Олимпиады впервые выбирали по новой процедуре. МОК отказался от заявочной кампании, которая требовала колоссальных финансовых вложений городов-кандидатов. В феврале 2021 года Брисбен был утвержден главным кандидатом для проведения XXXV Олимпийских игр, и стал единственным участником голосования. Кандидатуру города поддержали 72 голосующих, 5 проголосовали против, 3 воздержались. В принятии решения не участвовали президент МОК Томас Бах и представители Австралии Джон Коутс и Джеймс Томкинс. Ключевую роль в выборе Брисбена сыграл тот факт, что штат Квинсленд принимал Игры Содружества 2018 года. К тому же в Брисбене в 2001 году состоялись Игры доброй воли, что позволит использовать на Олимпиаде уже имеющуюся спортивную инфраструктуру.
В 2032 году Брисбен станет третьим австралийским городом, который примет Олимпиаду. Ранее летние Олимпийские игры проходили в Мельбурне (1956) и Сиднее (2000).

## Заявки

### Предложенные заявки
- Чэнду и Чунцин, Китай[5]
- Шанхай и Гуанчжоу, Китай[6]
- Джакарта, Индонезия[7]
- Доха, Катар[8]
- Болонья/Флоренция, Италия[9]
- Амстердам/Роттердам, Нидерланды — Амстердам принимал летние Олимпийские игры 1928[10]
- Лондон, Великобритания — Лондон принимал летние Олимпийские игры 1908, летние Олимпийские игры 1948 и летние Олимпийские игры 2012
- Салла, Финляндия
- Будапешт, Венгрия[11]
- Мадрид, Испания[12]
- Стамбул, Турция[13]
- Рейн-Рур, Германия[14]
- Монреаль/Торонто, Канада — Монреаль принимал летние Олимпийские игры 1976

### Отклонённые или отменённые заявки
- Санкт-Петербург, Россия[15]
- Сеул, Южная Корея /  Пхеньян, КНДР — Сеул ранее принимал летние Олимпийские игры 1988[16]
- Ахмадабад, Индия
- Дели, Индия
- Сингапур/ Куала-Лумпур, Малайзия[17]
- Гвадалахара, Мексика